# Різдвяна марка

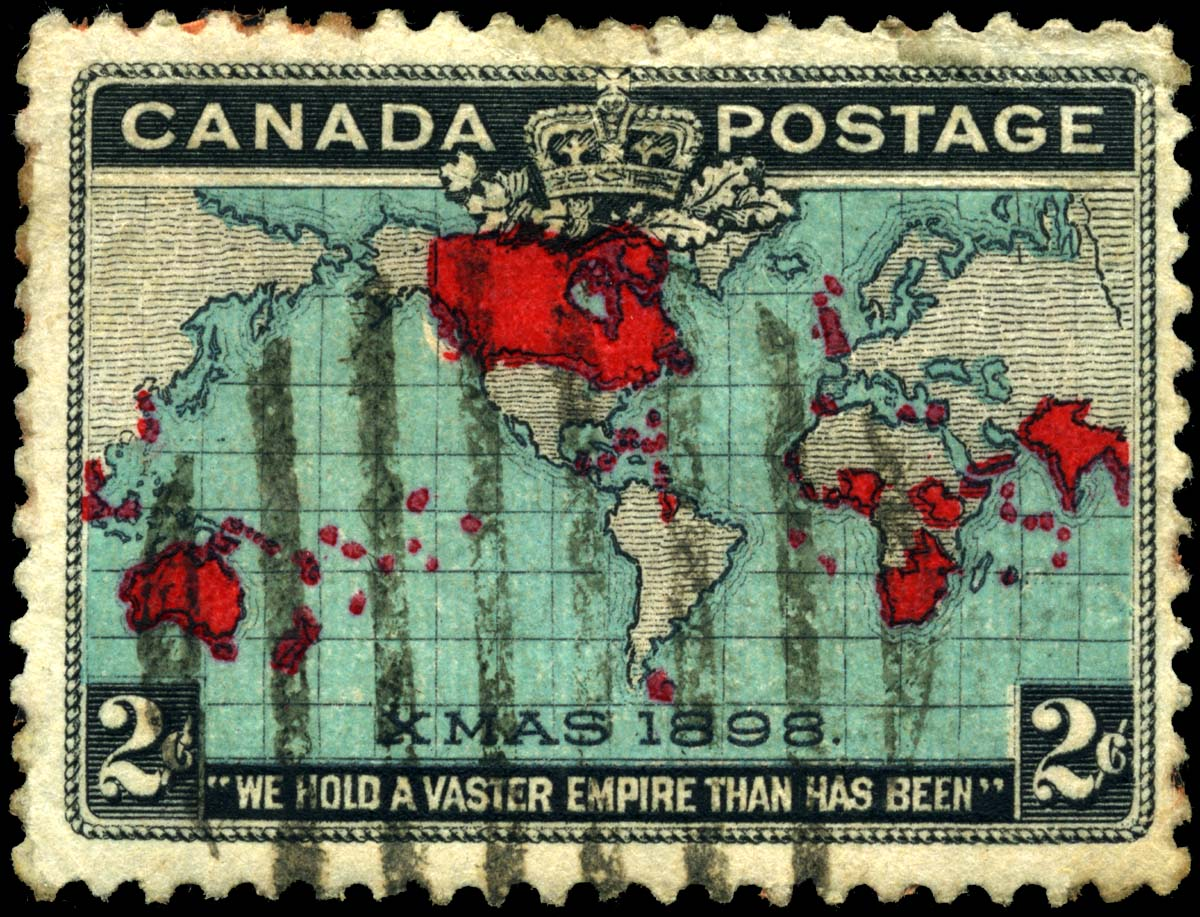
Претендент на звання першого різдвяного випуску — Історія пошти та поштових марок Канади (1898). Її вважають різдвяною через напис «XMAS 1898» («Різдво 1898»)

Різдвяні марки — поштово-благодійні та поштові марки різдвяної тематики, що випускаються в багатьох країнах світу напередодні 25 грудня і призначені для використання на святкових поштових відправленнях, наприклад, різдвяних листівках. Є звичайними поштовими марками, на відміну від різдвяних віньєток або марок-наклейок, і дійсні для сплати поштового збору протягом усього року. Зазвичай надходять у продаж на початку жовтня — на початку грудня і друкуються значним накладом.

## Історія
Досі точаться дискусії про те, яка саме марка була першою різдвяною. Канадська марка 1898 року із зображенням мапи має напис англ. «XMAS 1898» («РІЗДВО 1898»), але її випущено 7 грудня з нагоди введення імперського поштового тарифу обсягом 1 пенні 25 грудня того ж року. З цією маркою пов'язана така історія: генеральний поштмейстер Канади Вільям Малок пропонував випустити марку 9 листопада «на день народження принца» (маючи на увазі принца Уельського), але коли королева Вікторія невдоволено запитала: «Якого принца?», Малок відчув небезпеку і відповів: «Принца світу, ваша величність».

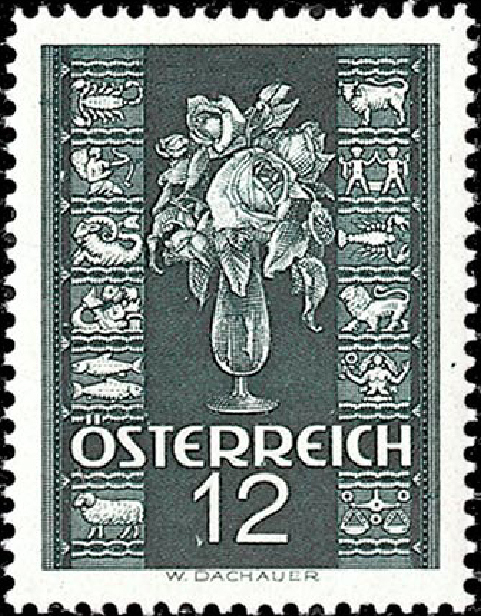
Різдвяна Історія пошти та поштових марок Австрії (1937, 12 грошей)

Від 1912 року, спочатку в Швейцарії, стали випускатися поштово-благодійні марки з надбавкою у зв'язку з різдвяними святами. Перші швейцарські марки були без номіналу та з написом «Pro Juventute» («На користь дітей»). 1913 року в цій країні побачила світ ще одна різдвяна марка номіналом 5 сантимів і з такою ж націнкою. Надалі різдвяні марки стали видавати щорічно серіями по 2-4 штуки. Подібні напівпоштові марки з'явилися також у Нідерландах та деяких інших країнах.

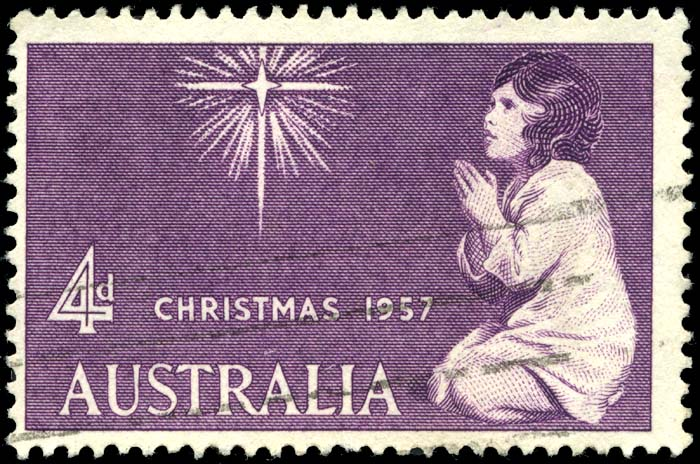
Різдвяна марка Австралії (1957, 4 центи)

1937 року в Австрії вийшли дві «різдвяні вітальні марки» із зображеннями троянди та знаків Зодіаку. 1939 року в Бразилії надруковано напівпоштові марки, на яких зображено трьох волхвів і зірку, ангела й дитину, Південний Хрест і дитину, матір і дитину. 1941 року в Угорщині також з'явилися напівпоштові марки; частина доходів, отриманих від продажу, мала піти на святкові різдвяні заходи для солдатів. Власне сцену Різдва Христового вперше відбито на угорській поштовій марці 1943 року. Усі названі випуски марок були поодинокими і скоріше комеморативними, ніж регулярними.
Різдвяні марки потім не з'являлися до 1951 року, коли на Кубі надрукували марки з пуансеттіями і дзвіночками, після яких випущено різдвяні марки Гаїті (1954), Люксембургу та Іспанії (1955), Австралії, Кореї та Ліхтенштейну (1957). В Австралії випуск марок, присвячених Різдву, став щорічною традицією; у 1960-ті роки багато держав наслідували приклад цієї країни.
1975 року різдвяні марки США вийшли безномінальними, оскільки їх друкували влітку і чиновники поштового управління США не змогли передбачити, якими будуть на Різдво поштові тарифи[≡].
До 1990-х років приблизно 160 поштових адміністрацій випускали різдвяні марки, більшість із них щорічно. Найбільшу групу держав, що не беруть участі в цій традиції, становлять ісламські країни, хоча уряд Палестини друкував подібні марки від 1995 року.

Після розпаду СРСР поштові марки на честь Різдва стали з'являтися в пострадянських державах, зокрема й в Україні.

Приклади різдвяних марок пострадянських країн
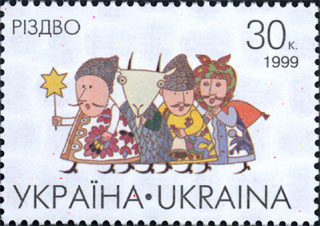
Україна (1999)
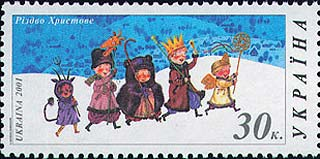
Україна (2001)
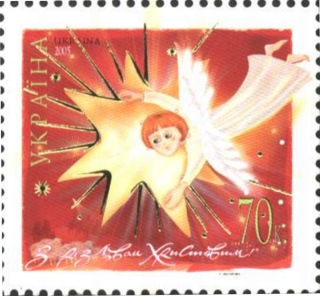
Україна (2005)
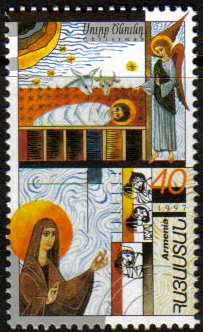
Вірменія (1997)
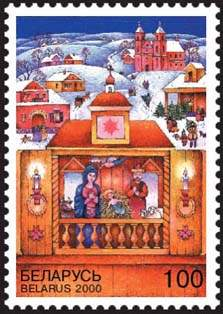
Білорусь (2000)
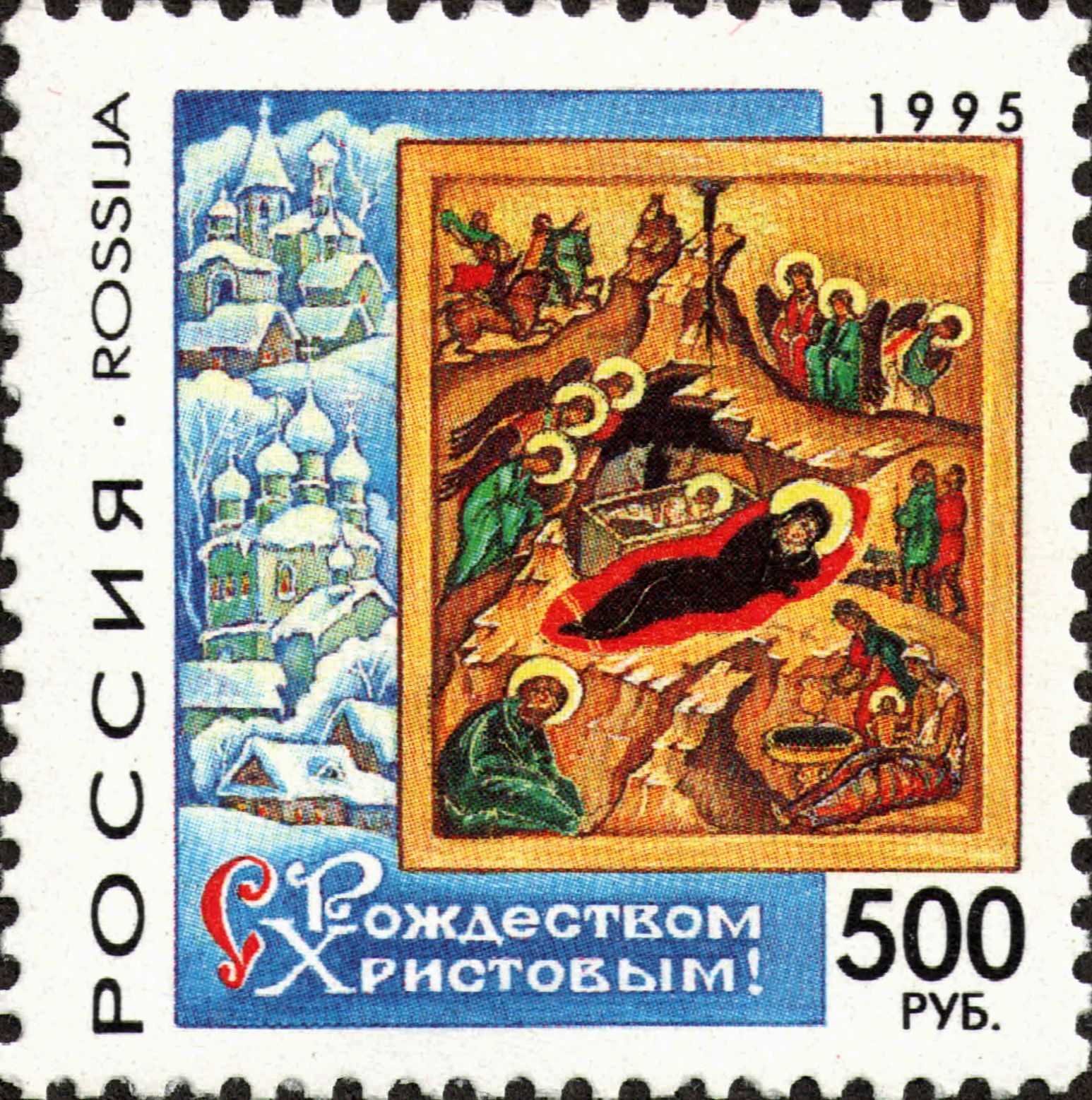
Росія (1995) з репродукцією ікони Різдва Христового 1497 року
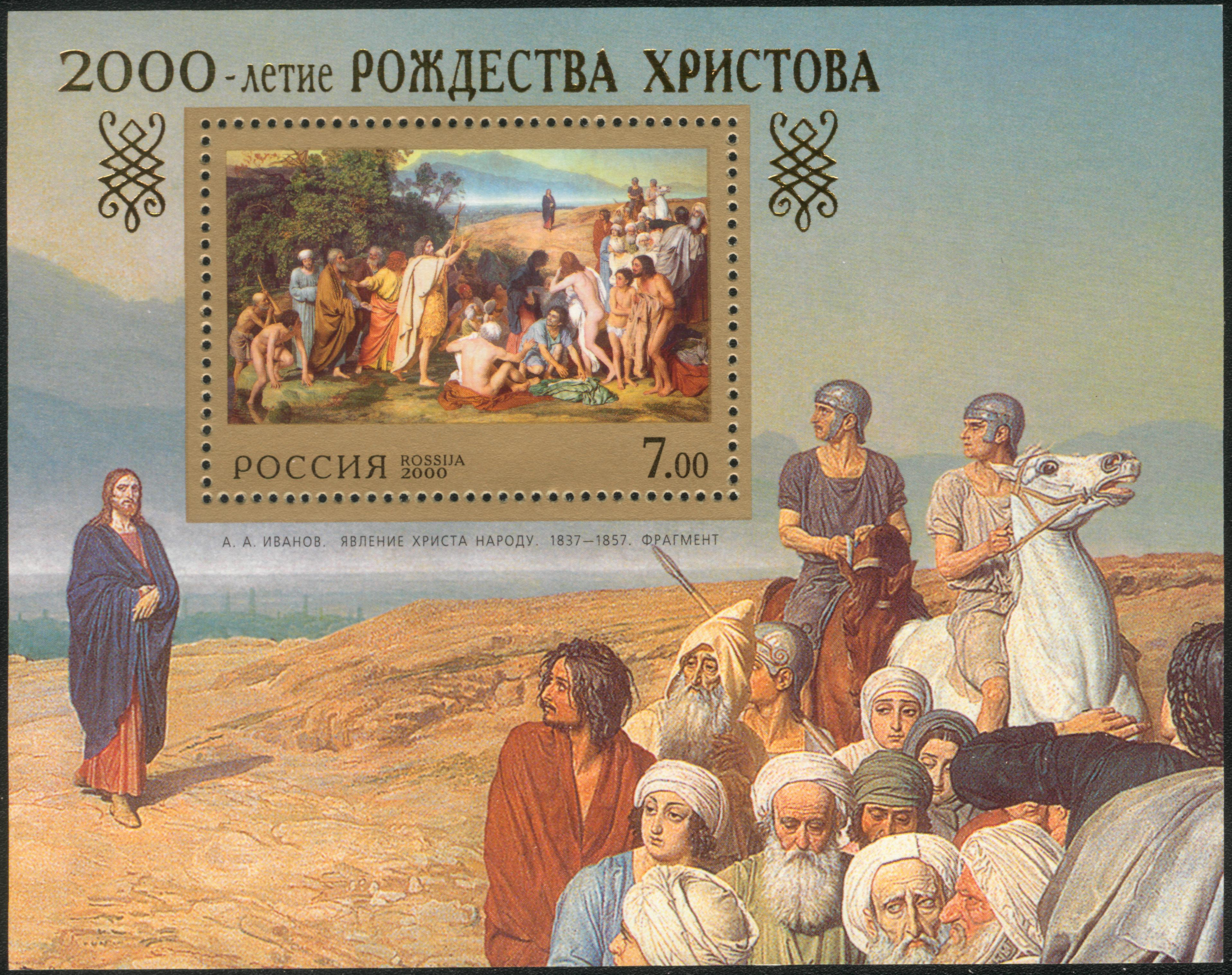
Поштовий блок Росії (2000) з репродукцією картини О. А. Іванова «Явлення Христа народу»

## Дизайн

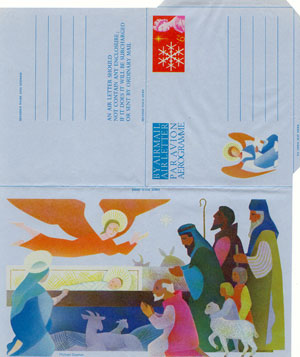
Дизайн різдвяної аерограми Великої Британії з оригінальною маркою (1967)

Хоча деякі тропічні острівні держави випускають великоформатні різдвяні марки, призначені, переважно, для продажу колекціонерам, головна їх функція в усьому світі полягає у сплаті поштового збору за надсилання вітальних листівок і листів. Тому марки, як правило, мають звичайний розмір і пропонуються за одним або декількома номіналами, прийнятими для внутрішнього або міжнародного обігу.
Дизайн марок надзвичайно різноманітний, включає сюжети як явно релігійного характеру, із зображенням сцен Різдва, до світських образів різвдвяної ялинкуи, різдвяних вінків, Санта-Клауса тощо. Країна може підтримувати випуск марок на уніфіковану тему протягом кількох років, а потім змінювати сюжет без видимої причини, в деяких випадках керуючись віяннями поштової «моди» в інших країнах. Наприклад, у 1970-ті роки багато країн видавали марки, оформлення яких ґрунтувалося на дитячих малюнках, із зазначенням імен та віку юних художників.
Вибір світського чи релігійного мотиву для різдвяної марки часто є причиною дискусій. Церковні керівники надають перевагу релігійним сюжетам, вважаючи, що мирське наповнення цих марок вуалює справжнє значення свята. Водночас поштові чиновники побоюються, що оформлення із прямою релігійною спрямованістю відлякає світських споживачів, внаслідок чого мільйонні тиражі залишаться непроданими, а саму поштову адміністрацію можуть звинуватити в порушенні законів, які забороняють рекламу будь-яких релігійних поглядів.

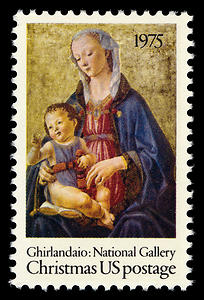
Репродукція картини Доменіко Гірландайо «Мадонна з Дитям» із Національної галереї на першій безномінальній різдвяній марці США (1975, 10 центів

Як правило, різдвяні марки мають невеликі написи пояснення або зовсім позбавлені їх.
У США проблему вибору між світськими та релігійними сюжетами вирішено так: зазвичай використовують 4—6 пов'язаних між собою світських мотивів та один класичний християнський сюжет — «Мадонна з Немовлям». Останній при цьому ґрунтується на роботах старих майстрів, чиї полотна представлено в галереях США, завдяки чому зображення на марках можна кваліфікувати як репродукцію творів мистецтва, а не релігійну пропаганду.

## Використання
Найчастіше різдвяні марки використовують для наклеювання на різдвяні листівки. У добу електронної пошти різдвяні випуски — марки, що найчастіше використовуються, порівняно зі звичайними марками в інші пори року, а їх залишки після святкування Різдва можна побачити на простій кореспонденції протягом перших місяців року.
Винятком у цьому плані є Австралія, де різдвяні марки мають обіг лише під час різдвяних свят; їх також не можна використовувати для звичайних поштових відправлень, а лише на різдвяних листівках. Це пояснюється тим, що різдвяна марка тут на 5 центів дешевша, ніж звичайна поштова марка.

## Колекціонування
«Різдво» — популярний напрямок у тематичному колекціонуванні. Завдяки тому, що різдвяних марок друкується багато, майже всі їх можна легко знайти та придбати за незначною ціною. Складніше буває роздобути в колекцію конверти зі спеціальними поштовими штемпелями, на яких зазначено:
- безпосередньо дата Різдва (у цьому випадку деякі поштові відділення можуть працювати цього святкового дня);
- пов'язані з цим святом специфічні місця гасіння, наприклад, Норт-Поул (Північний Полюс) у штатах Аляска та Норт-Поул, Санта-Клаус в Індіані або Острів Різдва;
- пам'ятні написи на різдвяні теми.

Деякі філателісти розглядають подібні марки та інші філателістичні матеріали як підвид колекціонування на тему «Релігія на марках».

1969 року в США утворено Різдвяний клуб філателії (Christmas Philatelic Club), який, починаючи від того ж року, видає щоквартальний журнал «Yule Log».

Приклади різдвяних марок різних країн
Німеччина (2003; зі спеціальним поштовим штемпелем 2004 року)
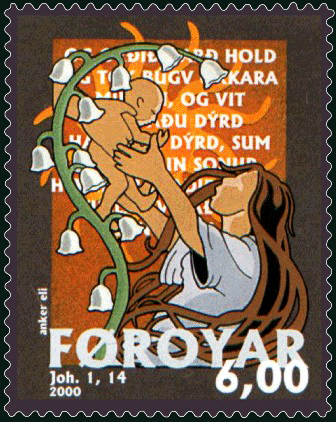
Фарерські острови (2000)

## Інші святкові марки
У деяких країнах, наприклад, у Японії та СРСР, існує давня традиція випуску новорічних марок. Крім того, відомі низка великодніх марок, призначених переважно для колекціонерів.
У США кілька разів випускалися марки до Нового року та Дня подяки. У 1990-х — 2000-х роках марки, приурочені до свят Кванза, Ханука, Ід аль-Фітр та Ід аль-Адха, а також китайського Нового року, стали невід'ємною частиною програми випусків американських святкових марок.
У низці країн нещодавно з'явилася ще одна традиція — поштові марки до Дня святого Валентина.